# Casalgrande
Casalgrande là một đô thị ở tỉnh Reggio Emilia trong vùng Emilia-Romagna, có vị trí cách khoảng 50 km về phía tây của Bologna và khoảng 15 km về phía đông nam của Reggio Emilia. Tại thời điểm 31 tháng 12 năm 2004, đô thị này có dân số 15.933 và diện tích 37,7 km².
Đô thị Casalgrande có các frazioni (các đơn vị cấp dưới, chủ yếu là các làng) Ca' dei Galliani, Ca'Medici, Ca'Valentini, Casa di Riposo, Castello Casalgrande, Osteria Vecchia, Salvaterra, San Donnino di Liguria, Veggia, and Villalunga.
Casalgrande giáp các đô thị: Castellarano, Formigine, Modena, Reggio Emilia, Rubiera, Sassuolo, Scandiano.